# 51 Андромеди
51 Андромеди — зірка в сузір'ї Андромеди, що лежить на відстані 169 світлових років з видимою зоряною величиною +3.57. Ця зірка має масу 1.8M☉ та радіус рівний 21.3R☉. Має ефективну температуру 4,951K та світність, яка в 142 рази перевищує сонячну та має спектральний клас K3 III

## Назва
51 Андромеди — це позначення Флемстида. Птолемей розмістив цю зорю в Андромеді у своєму Альмагесті. Баєр перемістив її в сузір'я Персея з назвою Іпсилон Персея, а Міжнародний астрономічний союз знову переніс її в Андромеду, закріпивши в 1930 році за нею назву 51 Андромеди